# Jesiona (Grande-Pologne)
Pour les articles homonymes, voir Jesiona.
Jesiona est une localité polonaise de la gmina mixte et du powiat d'Ostrzeszów en voïvodie de Grande-Pologne. Elle se trouve à environ 134 km au sud-est de Poznań, la capitale régionale. 

## Géographie

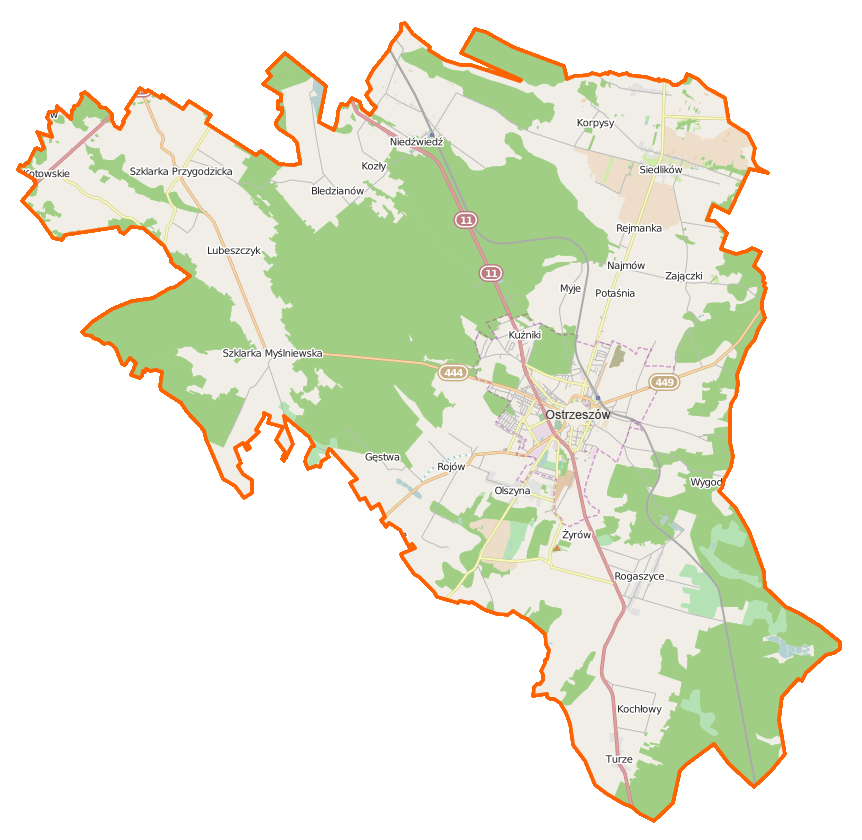
Carte de la gmina d'Ostrzeszów.
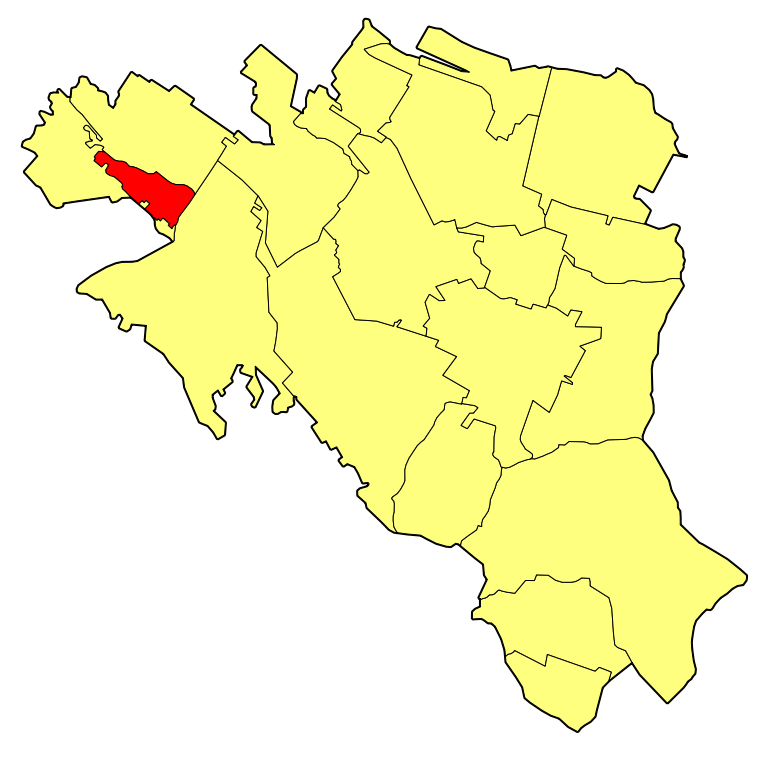
Territoire de Jesiona dans la gmina.